# Paolo Sardi
Paolo Sardi (Ricaldone, 1 september 1934 – Rome, 13 juli 2019) was een Italiaans geestelijke en een kardinaal van de Rooms-Katholieke Kerk.
Sardi studeerde theologie en wijsbegeerte en werd op 29 juni 1958 priester gewijd. In 1992 trad hij in dienst van de Romeinse Curie, waar hij medewerker werd op het Secretariaat voor Algemene Zaken, de zogenaamde eerste afdeling van het Staatssecretariaat. Op 10 december 1996 werd hij benoemd tot titulair aartsbisschop van Sutrium; zijn bisschopswijding vond plaats op 6 januari 1997.
Op 23 oktober 2004 werd Sardi benoemd tot vice-camerlengo van de Heilige Roomse Kerk, een functie die hij vervulde tot 22 januari 2011. Op 6 juni 2009 benoemde paus Benedictus XVI hem daarnaast tot pro-patroon van de Orde van Malta Deze functie is normaal gesproken voorbehouden aan een kardinaal, zodat het geen verrassing was dat Sardi was opgenomen in de lijst van te creëren kardinalen tijdens het consistorie van 20 november 2010.  Hij kreeg de rang van kardinaal-diaken. Zijn titeldiakonie werd de Santa Maria Ausiliatrice in Via Tuscolana. Nadien benoemde de paus hem zoals verwacht tot kardinaal-patroon van de Orde. Hij nam deel aan het conclaaf van 2013.
Sardi ging op 8 november 2014 met emeritaat. Hij overleed in 2019 op 84-jarige leeftijd.
- Bibliothèque nationale de France: cb12849549j (data)
- Gemeinsame Normdatei: 1190574764
- International Standard Name Identifier: 0000 0000 7891 417X
- Nederlandse Thesaurus van Auteursnamen: 119823527
- Istituto Centrale per il Catalogo Unico: MILV023968
- Virtual International Authority File: 90241833
- WorldCat: E39PBJpjhQ4xMfwtkFWq79CvpP